# Пітляр
Пітля́р (рос. Питляр) — село у складі Шуришкарського району Ямало-Ненецького автономного округу Тюменської області, Росія. Адміністративний центр та єдиний населений пункт Пітлярського сільського поселення.
Населення — 475 осіб (2017, 501 у 2010, 538 у 2002).
Національний склад станом на 2002 рік: ханти — 67 %.